# Weiße Scheinzypresse
Die Weiße Scheinzypresse (Chamaecyparis thyoides) ist eine Pflanzenart aus der Familie der Zypressengewächse (Cupressaceae). Sie ist in den Küstenregionen der östlichen und südöstlichen USA heimisch.

## Beschreibung

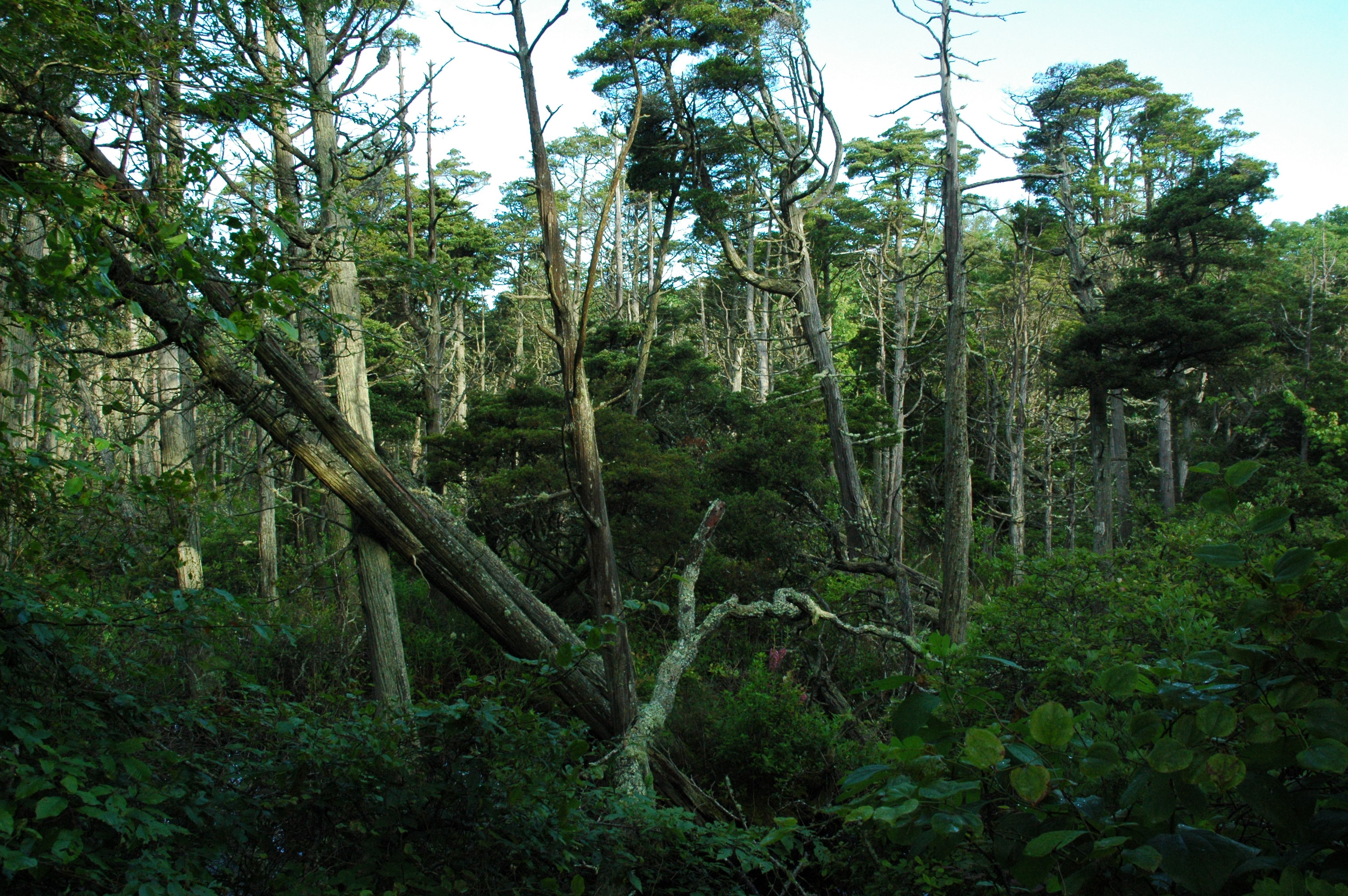
Bäume am natürlichen Standort

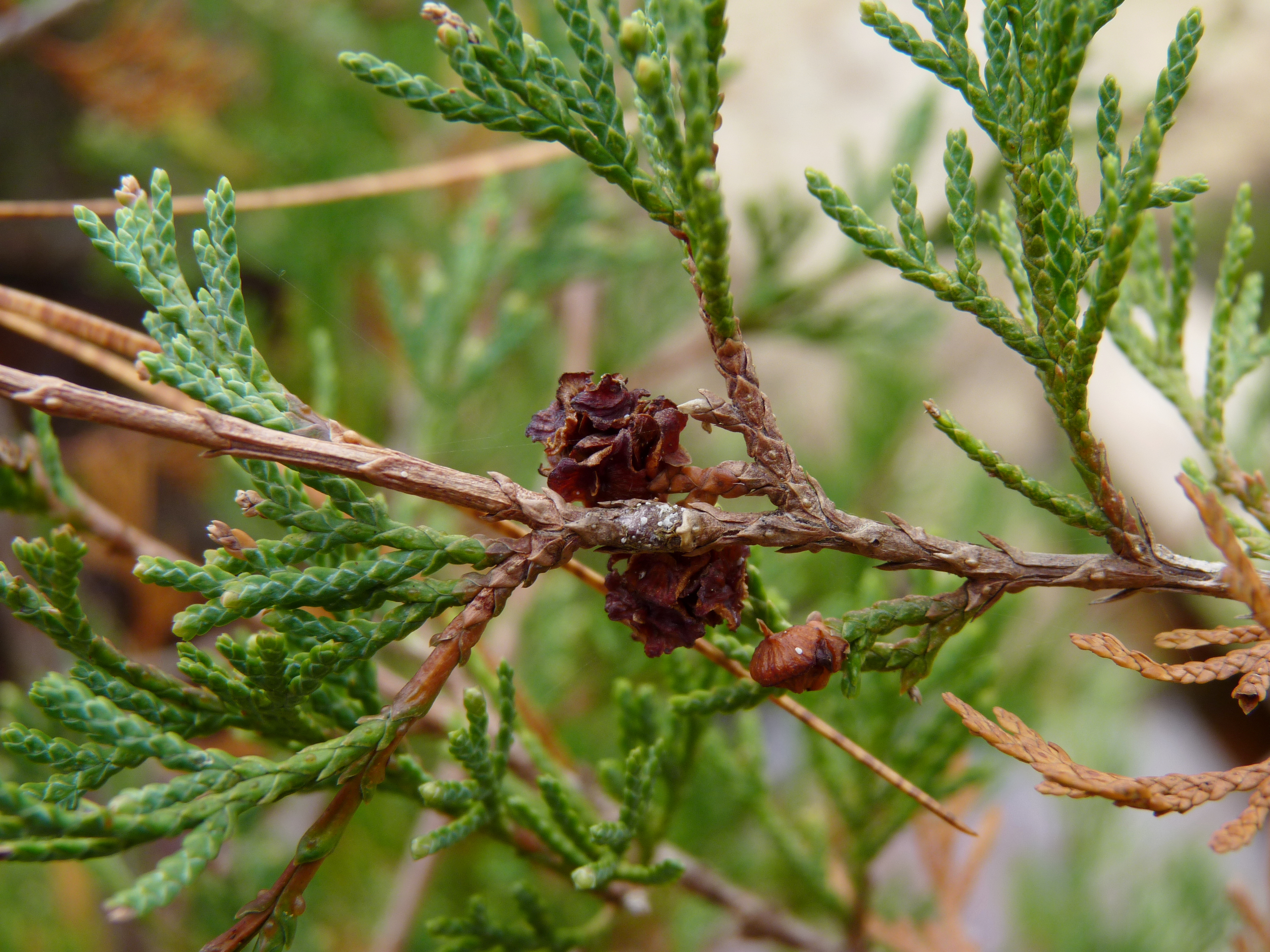
Zweig mit Zapfen

Die Weiße Scheinzypresse wächst als immergrüner Baum der Wuchshöhen von 20 bis 28 Meter und Brusthöhendurchmesser von 80 bis 150 Zentimeter erreichen kann. Die dunkel braunrote Borke wird bis zu 3 Zentimeter dick und ist unregelmäßig gefurcht. Die Zweige gehen fächerartig von den Ästen ab.
Die schuppenartigen Blätter werden rund 2 Millimeter groß. Die Blattbasen vorderer Blätter werden häufig von den Spitzen der hinteren Blätter verdeckt. Die Spitze der Blätter ist spitz zulaufend.
Die dunkelbraunen männlichen Blütenzapfen werden 2 bis 4 Millimeter groß. Sie enthalten gelbe Pollensäcke. Die Zapfen sind bei einem Durchmesser von 4 bis 9 Millimeter unregelmäßig geformt. Zur Reife sind sie blaugrün über bläulich purpurnen bis rötlich braun gefärbt. Jeder Zapfen besteht aus sechs bis zehn Zapfenschuppen, von denen jeder ein bis zwei Samenkörner trägt. Die geflügelten Samen werden 2 bis 3 Millimeter groß.

## Verbreitung und Standort
Das natürliche Verbreitungsgebiet der Weißen Scheinzypresse umfasst die Atlantik- und die Golfküste der USA. Sie kommt dort in der Atlantischen Küstenebene und der Golfküstenebene vor. Das Verbreitungsgebiet an der Atlantikküste erstreckt sich dabei von Maine im Norden bis nach South Carolina im Süden. An der Golfküste reicht es von Mississippi im Westen bis nach Florida im Osten.
Die Weiße Scheinzypresse gedeiht in Höhenlagen von 0 bis 500 Metern. Sie wächst vor allem in Sumpfgebieten.

## Systematik
Die Erstbeschreibung als Cupressus thyoides erfolgte 1753 durch Carl von Linné in Species Plantarum 2, S. 1003. Im Jahr 1888 wurde sie in Preliminary Catalogue of Anthophyta and Pteridophyta Reported as Growing Spontaneously within One Hundred Miles of New York 71 durch Nathaniel Lord Britton, Emerson Ellick Sterns und Justus Ferdinand Poggenburg in die Gattung Chamaecyparis überstellt.
Die Art wird in zwei Unterarten unterteilt:
- Chamaecyparis thyoides subsp. henryae (H.L. Li) A.E. Murray. Sie hat eine offenere Wuchsform und wird meist auch größer als subsp. thyoides. Ihr Verbreitungsgebiet liegt an der Golfküste, in Alabama, Florida und Mississippi.[1][4] Synonyme sind Chamaecyparis henryae H.L. Li und Chamaecyparis thyoides var. henryae (H.L.Li) Little. Die Chromosomenzahl beträgt 2n = 22.[5]
- Chamaecyparis thyoides subsp. thyoides ist die Nominatform. Sie kommt entlang der Atlantikküste der Vereinigten Staaten vor.[1][4]

## Gefährdung und Schutz
Die Weiße Scheinzypresse wird in der Roten Liste der IUCN als „nicht gefährdet“ geführt. Es wird jedoch darauf hingewiesen, dass eine erneute Überprüfung der Gefährdung notwendig ist.